# Pseudoneureclipsis atewa
Pseudoneureclipsis atewa är en nattsländeart som beskrevs av Gibbs 1973. Pseudoneureclipsis atewa ingår i släktet Pseudoneureclipsis och familjen fångstnätnattsländor. Inga underarter finns listade i Catalogue of Life.